# Coroaci
Coroaci est une municipalité brésilienne de l'État du Minas Gerais et la microrégion de Governador Valadares.